# Serra Púdia
La Serra Púdia és una serra situada als municipis de la Foradada a la comarca de Noguera i d'Agramunt a la de l'Urgell, amb una elevació màxima de 486 metres.